# Weingasse 1 (Bad Kissingen)

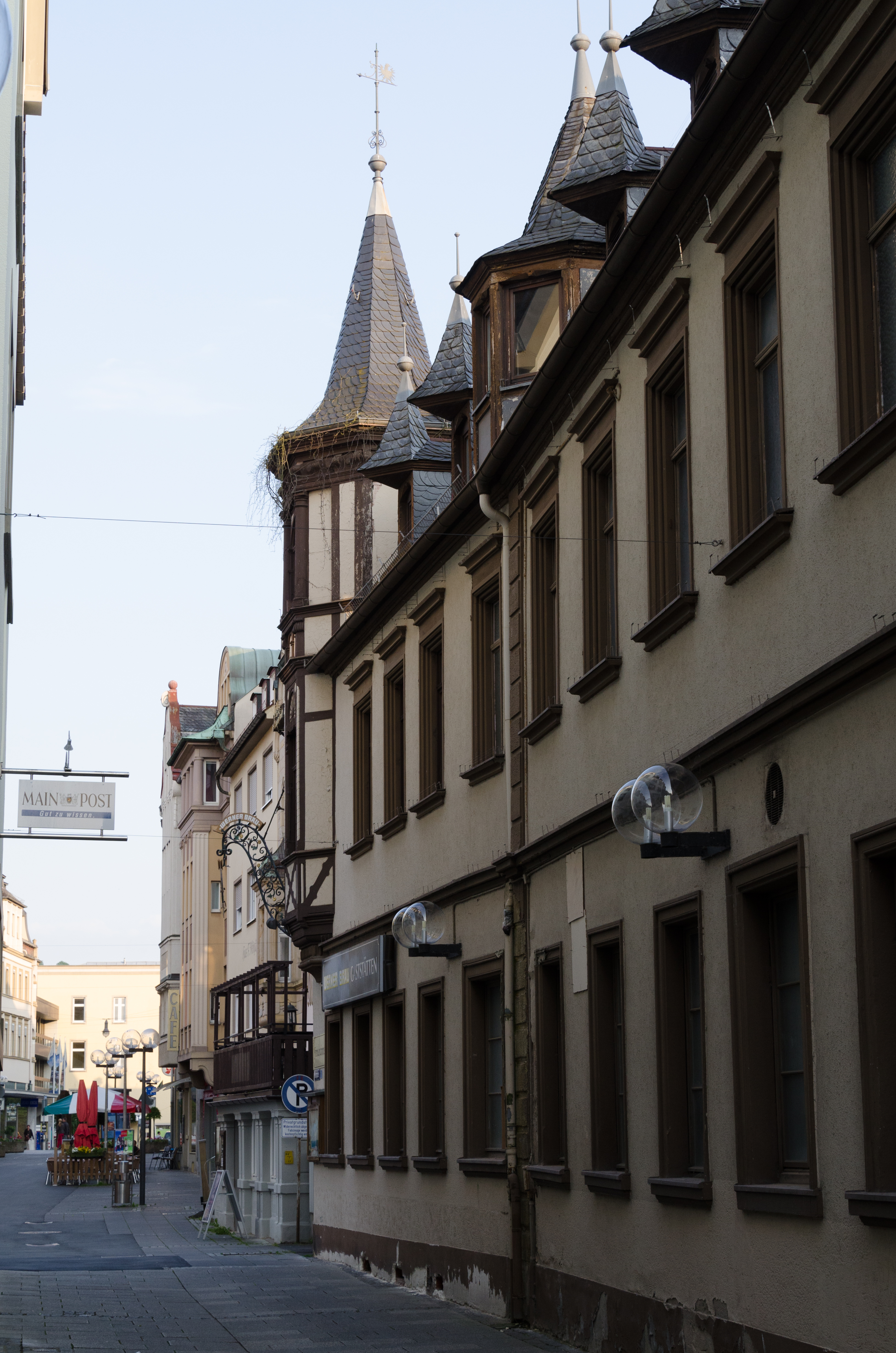
Weingasse 1

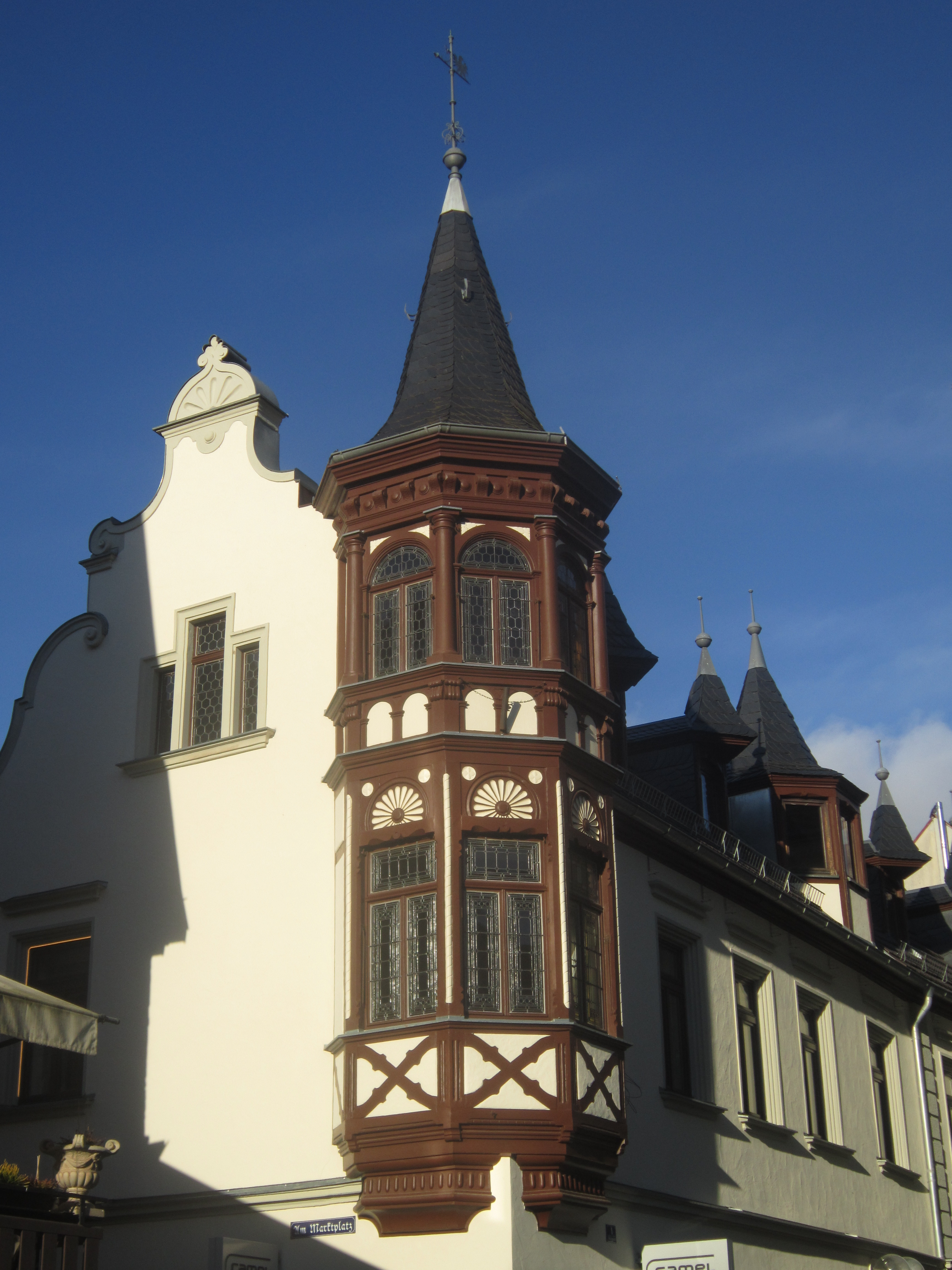
Erker

Das Gebäude Weingasse 1 in Bad Kissingen, der Großen Kreisstadt des unterfränkischen Landkreises Bad Kissingen, gehört zu den Bad Kissinger Baudenkmälern und ist unter der Nummer D-6-72-114-112 in der Bayerischen Denkmalliste registriert.

## Geschichte
Der Kern des Anwesens mit Satteldach und Volutengiebel stammt aus dem Jahr 1888. Zunächst sahen die Planungen eine eingeschossige Konzeption vor, die dann aber auf zwei Geschosse erweitert wurde. Im Jahr 1898 wurde das Anwesen vom Bad Kissinger Architekten Carl Krampf im Stil der Neurenaissance umgestaltet; dabei erhielt es den oktogonalen Erkerturm mit seinen Fachwerkzierformen.
Das Anwesen beherbergte bis zum Jahr 2010 Karch's Weinstube und wurde dann privat verkauft. Karch's Weinstube wurde regelmäßig vom Maler Adolph von Menzel besucht, wodurch  der Name „Menzel-Eck“ entstand. Nach der Sanierung im Jahr 2014 wurden zwei Geschäfte sowie Büro- und Wohnräume eingerichtet.